# Joey Cape
Joseph Randal Cape (Santa Barbara, 16 novembre 1966) è un cantante statunitense.
È il cantante della band punk rock Lagwagon nonché chitarrista nel side-project, anch'esso punk rock, della cover-band Me First and the Gimme Gimmes.

## Biografia
Cape, oltre ad aver fondato una propria casa discografica chiamata Myrecords chiusa nel 2003, è stato anche il leader e frontman del gruppo indie rock/punk rock Bad Astronaut, di cui faceva parte anche il batterista dei Lagwagon e suo grande amico Derrick Plourde. Il suicidio di quest'ultimo, avvenuto nel 2005, ha successivamente determinato lo scioglimento del gruppo.
Nel 2004 ha pubblicato un CD split con Tony Sly cantante chitarrista dei No Use for a Name in cui entrambi risuonano in versione acustica le canzoni dei gruppi cui appartengono.
Dopo l'uscita dell'ultimo album dei Bad Astronuat si è concentrato in un nuovo progetto con il tastierista Todd Capp pubblicando su Myspace.com 4 canzoni con il nome Afterburner. Dal 2007 ha iniziato un nuovo progetto chiamato The Playing Favorites.
Il 29 settembre 2008 è stato pubblicato il primo album solista intitolato bridge. Cape e Jon Snodgrass (Armchair Martian e Drag The River) nel 2009 pubblicheranno un Ep di 2 canzoni intitolato Who Wants to Get Down?.
Dal 2009 Joey sarà impegnato in una nuova sideproject chiamata "Bad Loud". Cape ha rivelato che nel 2009 pubblicherà un nuovo album solista, uno con i Me first e uno con il gruppo rock'n'roll Bad Laud.
Cape ha partecipato alla serie di EP-Split Under The Influence, registrando una versione acustica di Watch Me Bleed dei Tears For Fears e Mike Hale con
Turnstile dei Hot Water Music.
Il nuovo album che si intitolerà "Doesn't Play Well With The Others" sarà un doppio composto da 10 canzoni nuove e 10 pezzi già pubblicati con Lagwagon e Bad Astronaut, già suonati durante il tour.

## Discografia
- 1992 - Duh!
- 1992 - Tragic Vision/Angry Days
- 1993 - Trashed
- 1995 - Hoss
- 1997 - Have a Ball
- 1997 - Double Plaidinum
- 1998 - Let's Talk About Feelings
- 1999 - Are a Drag
- 2000 - Let's Talk about Leftovers
- 2000 - Acrophobe
- 2001 - Blow in the Wind
- 2001 - War of the Worlds
- 2002 - Houston: We Have a Drinking Problem
- 2003 - Blaze
- 2003 - Take a Break
- 2004 - Joey Cape * Tony Sly: Acoustic
- 2004 - Ruin Jonny's Bar Mitzvah
- 2005 - Live in a Dive: Lagwagon
- 2005 - Resolve
- 2006 - Love Their Country
- 2006 - Twelve Small Steps, One Giant Disappointment
- 2007 - I Remember When I Was Pretty
- 2008 - Have Another Ball
- 2008 - I Think My Older Brother Used to Listen to Lagwagon
- 2008 - Bridge
- 2009 - Who Wants to Get Down?
- 2009 - Under The Influence vol11
- 2009 - Doesn't Play Well With The Others
- 2012 - Joey Cape * Tony Sly: Acoustic Vol. 2
- 2014 - Hang